# Ækvatorialguineas præsidenter
Ækvatorialguinea blev uafhængig i 1969. Ækvatorialguineas præsidenter har været:
- Francisco Macías Nguema (1969-79)
- Teodoro Obiang Nguema Mbasogo (1979 – )

Macías Nguema blev styrtet af sin nevø Mbasogo i et statskup og henrettet kort derefter.